# Бернар Эзи V д’Альбре

Сеньория Альбре и виконтство Тарта на карте Гаскони

Бернар Эзи (Эз) V д’Альбре (фр. Bernard Ezi V d’Albret, Bernard-Aiz V; ок. 1295, Нерак — 1358 или 1359, Альбре) — сеньор д’Альбре и де Нерак с 1326, виконт де Тартас с 1338. Сын Аманьё д’Альбре и Розы де Бур.
Год рождения установлен по первому завещанию матери, составленному 16 февраля 1297, в котором он упоминается.
Предназначался для духовной карьеры, с 1305 года канонник Нотр-Дам де Пари. После смерти старшего брата (1309/1310) стал наследником сеньории Альбре и сложил духовный сан.
В 1318 году был эмансипирован и получил в управление часть родовых владений. С 1326 года сеньор д’Альбре.
В 1338 году после смерти своей сестры Маты унаследовал виконтство Тартас, сеньории Бержерак, Монтиньяк, Монкюк, Жанзак, Мирмон, Кастельморон, Лабуэр, Брассан, Сабр.
В Столетней войне с 1338 года поддерживал англичан. В январе 1340 года назначен Эдуардом III капитаном и королевским лейтенантом Аквитании. Один из капитанов Чёрного принца во время похода 1355 года.
Основал в Нераке монастырь Кларисс (1358).

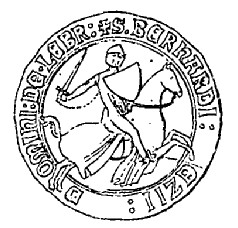
Печать Бернара Эзи IV

Первая жена (брачный контракт от 31 января 1311) — Изабель де Жиронд (ум. 22 сентября 1318), дочь Арно де Жиронда и Талезы де Комон.
Вторая жена (брачный контракт от 21 мая 1321) — Мата (1302—1364), дочь Бернара VI, графа д’Арманьяк, и Сесили де Родез.
У Бернара Эзи V и Маты д’Арманьяк было 12 детей. В том числе:
- Арно Аманьё IX (ум. 1401), сеньор Альбре
- Бернар Эзи (ум. 13 февраля 1347/1358)
- Жанна (ум. 1359 или раньше), муж (1350) — Жан Журден I, граф де Лиль-Журден.
- Жан (ум. 1347/1358 или позднее 1368)
- Бернар (ум. после 6 сентября 1392)
- Жерар (ум. после 13 апреля 1365), унаследовал сеньории Госс, Сеньан, Ориба, Понтон, Бон, Мимизан, Эрб Фавьер и Брассан.
- Роза, муж (1350) — Жан III де Грайли, капталь де Бюш.

Также Бернару Эзи V приписывается несколько незаконнорождённых детей, в числе которых Бертука д'Альбре (Bertucat d'Albret) (ум. 1383), который участвовал в Столетней войне во главе отряда наёмников.